# Another Code: Two Memories
Another Code: Two Memories är ett Nintendo DS-spel, utvecklat av Cing och utgivet av Nintendo 2005.
Spelet handlar om den föräldralösa flickan Ashley, som bor hemma hos sin faster, Jessica. På hennes 14-årsdag får hon en liten handdator, ett DAS, som verkar komma från hennes far, som Ashley tidigare trott varit död. DAS:et för henne till ön St: Edward Island, där Jessica försvinner under mystiska omständigheter. På ön möter Ashley spöket D, som inte verkar ha någon aning om hur han dog. Tillsammans löser de öns mysterium och hittar Ashleys pappa.
En uppföljare, Another Code: R - A Journey into Lost Memories släpptes sedan till Nintendos spelkonsol Wii.